# Romilly-sur-Andelle
Romilly-sur-Andelle ist eine französische Gemeinde mit 3227 Einwohnern (Stand 1. Januar 2022) im Département Eure in der Region Normandie. Sie gehört zum Arrondissement Les Andelys und zum Kanton Romilly-sur-Andelle.

## Geographie
Die Gemeinde liegt rund 17 Kilometer südöstlich von Rouen am Unterlauf der Andelle, einem rechten nördlichen Nebenfluss der Seine und grenzt an das benachbarte Département Seine-Maritime. Nachbargemeinden sind:
- La Neuville-Chant-d’Oisel im Norden (Dép. Seine-Maritime),
- Pont-Saint-Pierre im Osten,
- Flipou im Süden,
- Amfreville-sous-les-Monts im Südwesten und
- Pîtres im Westen.

## Bevölkerungsentwicklung
| Jahr      | 1968  | 1975  | 1982  | 1990  | 1999  | 2006  | 2016  |
| Einwohner | 1.981 | 2.249 | 2.524 | 2.658 | 2.655 | 2.604 | 3.237 |

## Sport
In der Gemeinde Romilly-sur-Andelle befindet sich der Radsport-Anstieg der Côte Jacques Anquetil, die nach dem fünf fachen Tour-de-France-Sieger Jacques Anquetil benannt wurde. Der aus Mont-Saint-Aignan stammende Radprofi, erwarb im Jahr 1961 das Château des Elfes, das oberhalb des Anstiegs liegt.
Die Auffahrt auf die Côte Jacques Anquetil verläuft auf der D126. Sie umfasst zwei Kehren und weist auf einer Länge von 3,5 Kilometern eine durchschnittliche Steigung von 3,6 % auf.
Im Jahr 2025 führte die Tour de France auf der 4. Etappe durch die Gemeinde Romilly-sur-Andelle, wobei auf der Côte Jacques Anquetil eine Bergwertung der 4. Kategorie abgenommen wurde. Diese sicherte sich der Däne Kasper Asgreen.

## Sehenswürdigkeiten

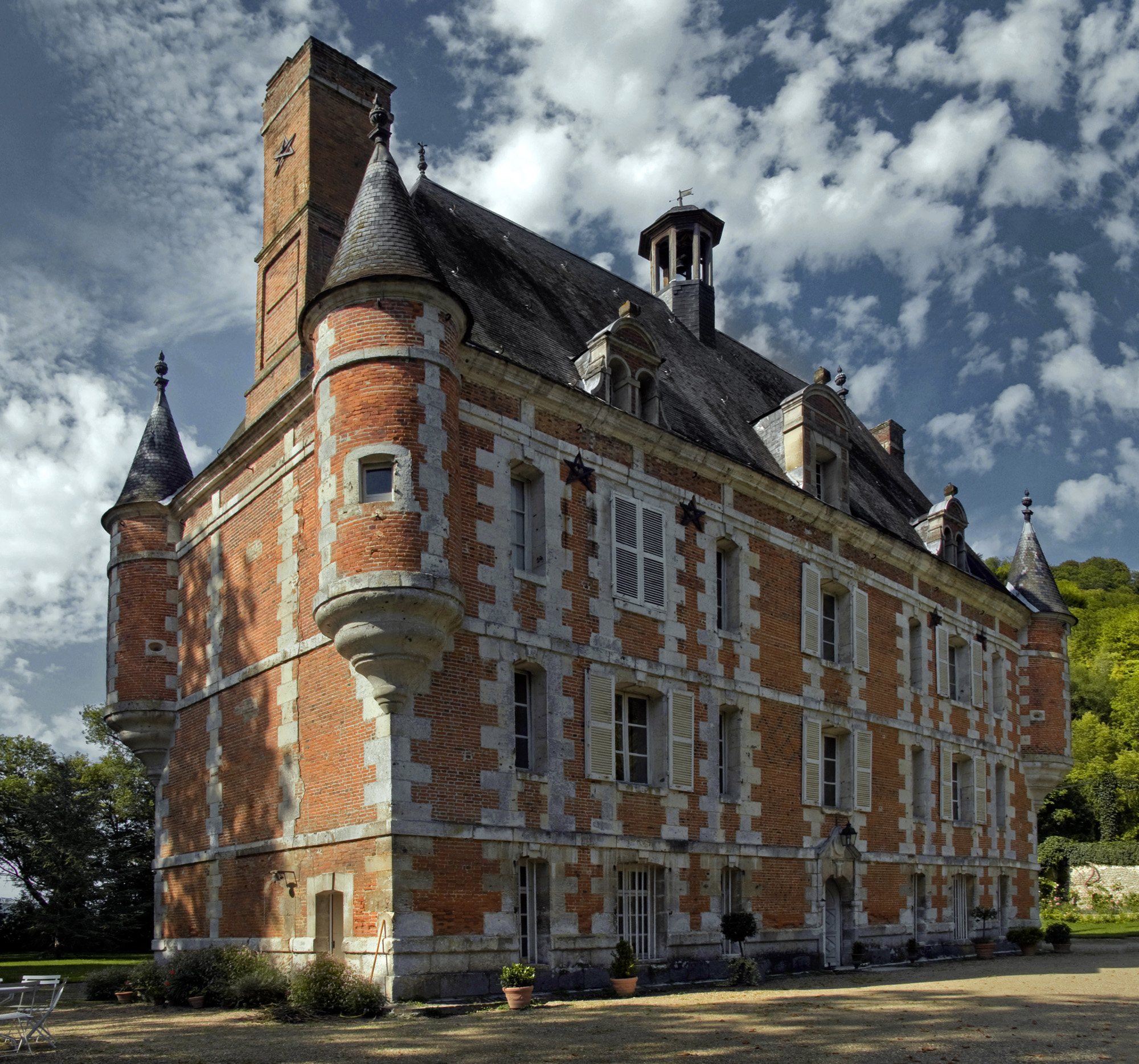
Château de Canteloup

- Château de Canteloup, Schloss aus dem 17. Jahrhundert – Monument historique[3]

## Gemeindepartnerschaft
- Biebesheim am Rhein, Deutschland